# Amadeus (film)

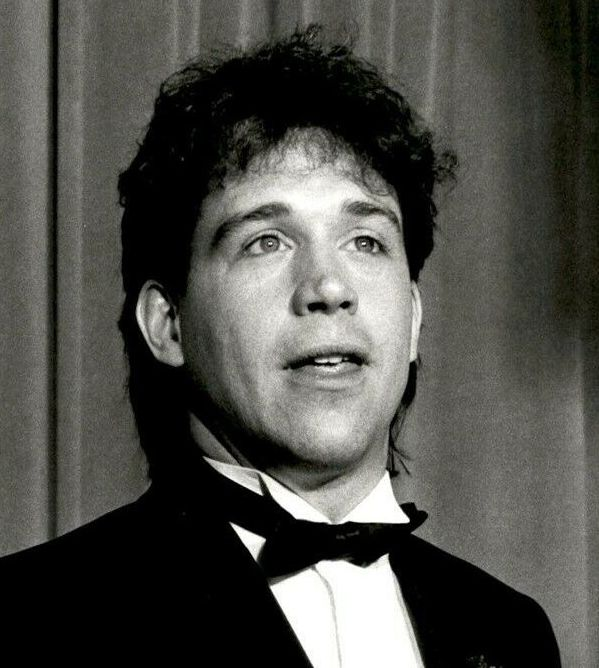
Tom Hulce spelade huvudrollen som Mozart.

Amadeus är en amerikansk historisk dramafilm från 1984 i regi av Miloš Forman. Manuset skrevs av Peter Shaffer, baserat på hans pjäs Amadeus. Handlingen utspelar sig i Wien under den senare hälften av 1700-talet och är en fiktiv biografisk film om Wolfgang Amadeus Mozart som utgår ifrån den italienske kompositören Antonio Salieris vendetta med densamme som är avundsjuk på sin unga rival. Filmen nominerades till 53 utmärkelser och mottog 40, däribland åtta Oscars. År 1998 placerade American Film Institute Amadeus på 53:e plats på sin lista 100 Years... 100 Movies.

## Handling
Filmen inleds på ett mentalsjukhus i början av 1800-talet där den åldrade musikern och kompositören Antonio Salieri, tidigare hovkompositör i Wien är inlagd på. Han har fått en präst sänd till sig för att kunna bikta sig om sina synder, då han påstår sig ha mördat Mozart (i slutet av filmen säger han att han plågats i 32 år efter Mozarts död, Mozart dog 5 december 1791). Det är genom Salieris bekännelser för prästen som hela historien om Mozarts liv berättas och hur Salieris liv påverkats av denne.
Salieri berättar att den unge kompositören Mozart verkar vara älskad av Gud (Ama-deus), eftersom allt han gör är så fantastiskt mycket bättre än vad Salieris musik någonsin kommer att bli.
I filmen återges genom Salieris halvtokiga, bittra ögon hans version av Mozarts storhetstid i Wien och även lite om hur det hela började, när Mozart turnerar runt som femåring och får alla att häpna, hur Salieri så gärna ville leva som Mozart, och blir överlycklig när hans far dör så att han blir tvungen att flytta in till stan och kan utveckla sina musikaliska färdigheter. Hela filmen genomsyras av Salieris närmast psykotiska tankar och det skiftar ofta tillbaka till Gud. Varför gav Gud sin talang till Mozart? Denna (enligt Salieri) oförskämda och oanständiga barnunge? När Salieri offrat sitt liv och kyskhet och ändå kan han aldrig närma sig den talang som Mozart besitter, detta plågar Salieri hela livet, han är övertygad om att Gud straffar honom.

## Om filmen
Regisserad av Miloš Forman, efter en pjäs av Peter Shaffer (som också skrivit filmens manus). Berättaren i filmen är den samtida kompositören Antonio Salieri, spelad av F. Murray Abraham, som belönades med en Oscar för bästa manliga huvudroll. Även Miloš Forman Oscarbelönades för bästa regi, Peter Shaffer belönades för bästa manus efter förlaga och filmen utsågs även till bästa film. Totalt erhöll filmen åtta Oscars. År 2001 kom en 20 minuter längre version av filmen: Amadeus - Director's Cut. Tom Hulce inspirerades av tennisspelaren John McEnroe i sin gestaltning av Mozart.
Filmen hade svensk premiär 12 oktober 1984 i 70 mm kopia på biografen Astoria i Stockholm, där den sedan gick i cirka ett och ett halvt år.
På IMDb:s topp 250-lista över världens genom tiderna bästa filmer ligger den på 92:a plats (januari 2014).

## Rollista i urval
- F. Murray Abraham - Antonio Salieri
- Tom Hulce - Wolfgang Amadeus Mozart
- Elizabeth Berridge - Constanze Mozart
- Roy Dotrice - Leopold Mozart
- Jeffrey Jones - Kejsare Josef II
- Charles Kay - Greve Orsini-Rosenberg
- Simon Callow - Emanuel Schikaneder
- Jonathan Moore - Baron van Swieten
- Roderick Cook - Greve Von Strack
- Patrick Hines - Kapellmeister Giuseppe Bonno
- Richard Frank - Fader Vogler
- Christine Ebersole - Caterina Cavalieri
- Cynthia Nixon - Lorl, Mozarts piga
- Nicholas Kepros - Greve Hieronymus von Colloredo, Furstbiskop av Salzburg

## Musik i filmen i urval
- Figaros bröllop (1786), musik: Wolfgang Amadeus Mozart, libretto: Lorenzo da Ponte
- Don Giovanni (1787), musik: Wolfgang Amadeus Mozart, libretto: Lorenzo da Ponte
- Trollflöjten (1791), musik: Wolfgang Amadeus Mozart
- "Requiem" (1791), musik: Wolfgang Amadeus Mozart
- "Eine kleine Nachtmusik" (1787), skriven av: Wolfgang Amadeus Mozart

## Historisk autenticitet
Miloš Forman och Peter Shaffer använder sig av en hel del artistisk frihet i filmen, som ibland ligger nära sanningen men som i desto flera fall strider mot historisk korrekthet. Filmen kan därför inte ses som en dokumentär. Till de episoder som väcker frågetecken hör bland annat:
- Mozarts exkrementhumor är mycket trolig, inte endast genom att Mozart skrev två kantater med obskyra texter (KV.231 och 233), utan att detta slags humor var vanligt i familjen Mozart och t.ex. återkommer i deras brevväxling.
- Filmen hämtar temat om Salieris hat mot Mozart som motiv till troligt mord från Aleksandr Pusjkins "Mozart och Salieri". En del Mozart-forskning menar att det inte finns något som helst stöd för teorin, utan att Salieri var mycket stödjande för Mozart. Detta stämmer till en del, men av Mozarts brevväxling framkommer likväl att han ibland upplevde Salieri som en konkurrent, även om han uppenbarligen alltmer ändrade denna uppfattning.
- Salieri visas som en slätstruken medelmåtta, medan han var en av den tidens mest kunniga tonsättare; han var till exempel lärare åt Beethoven, Mozarts son Franz Xaver Wolfgang Mozart och Liszt.
- Bilden av Mozarts hustru Constanze Mozart. Hon framställs som snäll men ytlig, vilket inte stämmer med nyare forskning. Detsamma gäller den nedsättande bilden av hennes mor Cäcilia Weber.

Däremot lyckas filmen bra med att fånga tidens kulturatmosfär, däribland födelsen av den tyska operan, reaktionen mot italiensk dominans, liksom ärkebiskopens och kejsarens kulturintresse.